# Fornnordisk

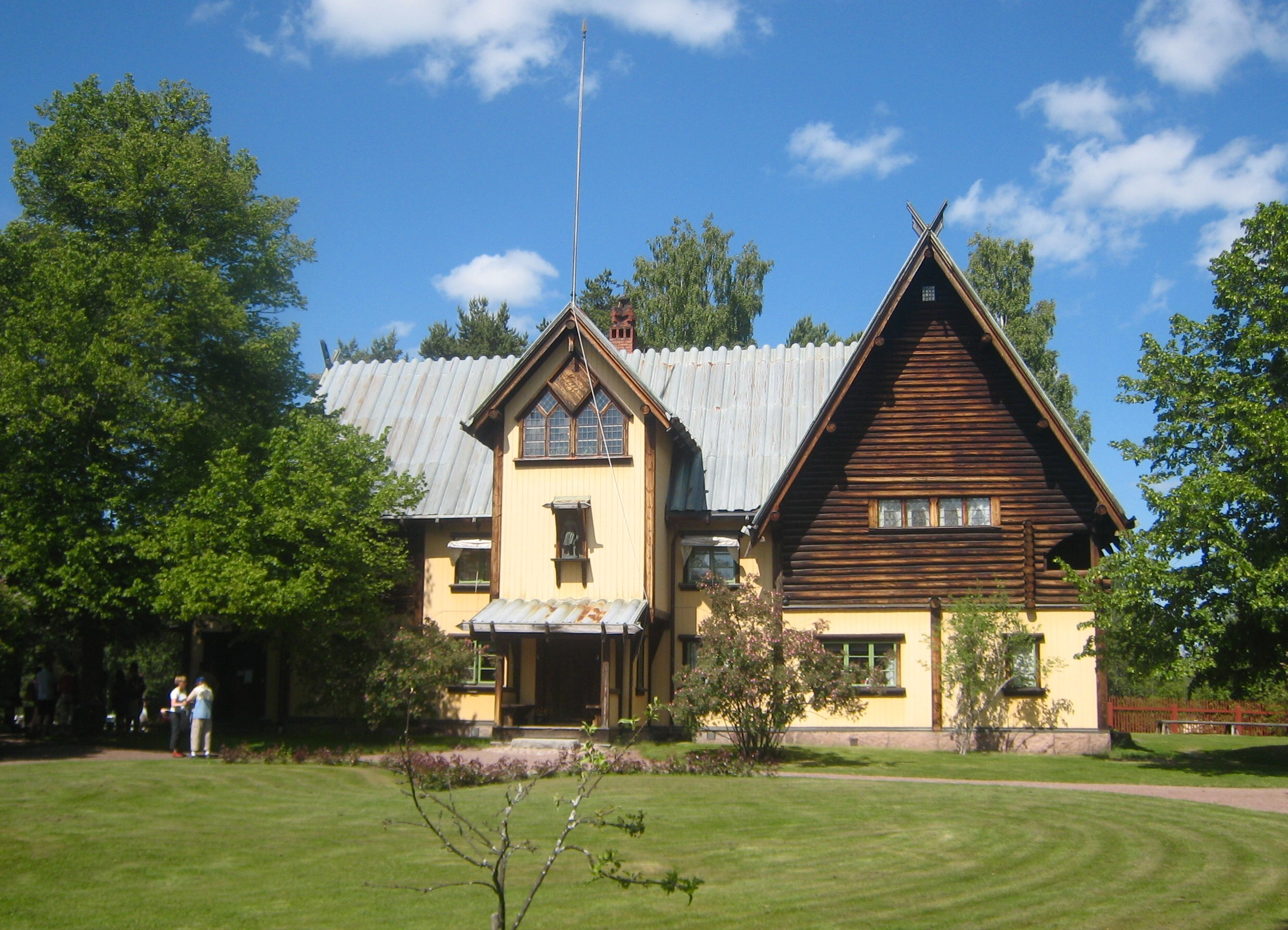
Zorngården är en representant för en byggnad i fornnordisk stil.

Fornnordisk är en beteckning för allt som har att göra med Norden under vikingatiden. Ordet är i viss mån synonymt med norrön. Nästan alla skriftliga källor om vikingatiden i Norden författades på Island under medeltiden, vilket präglar eftervärldens uppfattning om det fornnordiska (se Snorre Sturlasson och Sagalitteratur). 
"Fornnordisk stil" inom arkitekturen är benämningen på den nordiska träarkitektur som under 1800-talets andra hälft uppstod ur nygöticismens idéer. Villa Bråvalla byggdes 1867 och räknas som en av Sveriges första villor i fornnordisk arkitekturstil. Vid villans tillkomst medverkade några av Sveriges främsta arkitekter och konstnärer, bland dem arkitekterna Johan Erik Söderlund och Fredrik Wilhelm Scholander samt konstnärerna August Malmström och Mårten Eskil Winge.

## Exempel, byggnader i fornnordisk stil
- Villa Bråvalla, Gustavsberg
- Curmans villor, Lysekil
- Villa Sagatun, Mälarhöjden
- Villa Solhem, Djurgården
- Villa Tallom, Stocksund
- Zorngården, Mora